# أي أحد سواي
أي أحد سواي (بالإنجليزية: Anyone But Me)‏ هو مسلسل ويب تم إنتاجه في الولايات المتحدة. بدأ عرضه في سنة 2008. بلغ عدد مواسم المسلسل 3 مواسم، كما بلغ عدد حلقاته 31 حلقة، وتبلغ مدة الحلقة الواحدة 15 دقيقة. تم بث المسلسل لأول مرة بتاريخ 2008 بينما تم بث آخر حلقة منه سنة 2011.

## وصلات خارجية
- الموقع الرسمي
- أي أحد سواي على موقع IMDb (الإنجليزية)
- أي أحد سواي على موقع كينوبويسك (الروسية)
- أي أحد سواي على موقع قاعدة بيانات الفيلم (الإنجليزية)